# Julian Zhi Jie Yee
Julian Zhi Jie Yee (* 26. Mai 1997 in Kuala Lumpur) ist ein malaysischer Eiskunstläufer, der im Einzellauf startet.
Nachdem Yee bei den Vier-Kontinente-Meisterschaften 2016 mit Platz 15 sein bestes Ergebnis bei diesem Wettbewerb erreicht hatte, debütierte er als erster Eiskunstläufer aus Malaysia überhaupt bei Eiskunstlauf-Weltmeisterschaften. In Boston schaffte er es sogleich sich für die Kür zu qualifizieren und beendete den Wettbewerb auf Platz 21. Dabei stellte er neue persönliche Punktebestleistungen in Kurzprogramm, Kür sowie Gesamtleistung auf.
Bei der Nebelhorn Trophy 2017 schaffte es Yee, Malaysia zum ersten Mal einen Startplatz für die Olympischen Winterspiele zu sichern. Er nahm den Startplatz selber wahr und belegte den 25. Rang.

## Ergebnisse
| Meisterschaft / Saison          | 2014 | 2015 | 2016 | 2017 | 2018 |
| ------------------------------- | ---- | ---- | ---- | ---- | ---- |
| Olympische Winterspiele         |      |      |      |      | 25.  |
| Weltmeisterschaften             |      |      | 21.  | 22.  | 21.  |
| Vier-Kontinente-Meisterschaften | 23.  | 22.  | 15.  | 15.  | 16.  |
| Juniorenweltmeisterschaften     | 35.  | 19.  |      |      |      |
| Malayische Meisterschaften      | 1.   | 1.   | 1.   |      |      |